# Консервація та реставрація книг, рукописів, документів та ефемер
Консервація та реставрація книг, рукописів, документів і ефемер — діяльність, спрямована на продовження життя предметів історичної та особистої цінності, виготовлених переважно з паперу, пергаменту та шкіри. Що стосується культурної спадщини, то діяльність із збереження, як правило, виконує консерватор. Основна мета консервації — продовжити термін служби об'єкта, а також зберегти його цілісність, зберігаючи всі доповнення оборотними. Консервація книг і паперу включає в себе методи оправлення, реставрацію, хімію паперу та інші технології обробки матеріалів, включаючи методи збереження та архівування.
Консервація книг і паперу має на меті запобігти, а в деяких випадках і виправити пошкодження, спричинені неправильним поводженням, властивими їм вадами та впливом навколишнього середовища. Консерватори визначають належні методи зберігання книг і документів, включаючи коробки і стелажі, щоб запобігти подальшому пошкодженню і сприяти довготривалому зберіганню. Ретельно підібрані методи і прийоми активної консервації можуть як усунути пошкодження, так і запобігти подальшому пошкодженню при обробці партій або окремих одиниць, залежно від цінності книги чи документа.
Історично склалося так, що методи реставрації книг були менш формалізованими і виконувалися різними фахівцями з різним рівнем підготовки. У наш час консервація паперових документів і книг часто виконується професійним консерватором. Багато консерваторів паперу чи книг є членами професійних організацій, таких як Американський інститут охорони природи (AIC) або Гільдія книгознавців (обидва в Сполучених Штатах), Асоціація архівів і документів (у Великій Британії та Ірландії) або Інститут збереження (ICON) (Великої Британія).

## Визначення
Консервація, реставрація та збереження, хоча й схожі, є різними. Збереження книг і паперу передбачає захист і стабілізацію матеріалу в його поточному стані, зберігаючи якомога більше вихідних матеріалів. Реставрація передбачає повернення книги чи рукопису до стану, якомога ближчого до нового, із застосуванням більш інвазивних методів і меншого збереження оригінальних матеріалів. Збереження — це загальний термін, який охоплює збереження та реставрацію; однак, терміни іноді використовуються як синоніми, коли йдеться про збереження бібліотеки та архіву. Оскільки консервація є одним із прикладів зусиль для збереження матеріалів, її можна вважати підкатегорією збереження. Збереження часто супроводжує такі стратегії збереження, як належне зберігання та демонстрація, моніторинг навколишнього середовища, навчання поводженню, переформатування та безпека. Основною метою сучасної консервації є збереження цілісності оригінальних частин об'єкта та те, що будь-які доповнення внаслідок реставрації мають бути оборотними. Існує два підходи до збереження: активна або інтервенційна консервація та пасивна або превентивна консервація. Активна консервація передбачає оцінку стану об'єкта та обробку для запобігання подальшому розкладу шляхом очищення, ремонту та реставрації, коли це необхідно. У превентивній консервації наука про зберігання та демонстрацію використовується для контролю та стабілізації умов навколишнього середовища, що впливають на об'єкт, щоб продовжити його термін служби. Консервація охоплює галузі палітурної справи, реставрації, хімії паперу та інших матеріальних технологій, а також збереження архівних ресурсів.
У консервації є багато нюансів, і реставратори повинні приймати рішення про те, як вони поводитимуться з об'єктом, залежно від того, як він використовуватиметься чи демонструватиметься. Наприклад, збереження бібліотеки вимагає, щоб книги були розбірливими та зручними для використання, але не обов'язково естетично привабливими. З іншого боку, книгу чи документ, які будуть представлені на виставці, можливо, потрібно буде представити у візуально привабливішому стані. Паперові предмети, такі як книги, альбоми для вирізок, рукописи, листи, журнали та щоденники, свідоцтва, карти, грамоти, газети, малюнки, мініатюри та листівки, викликають особливі проблеми, коли мова йде про догляд і збереження. На відміну від творів мистецтва на папері, з цими предметами часто звертаються безпосередньо та неодноразово, щоб отримати доступ до інформації. Навіть паперові ефемери, такі як газети та листи, можуть бути важливими історичними записами або сімейними пам'ятками.

## Історія

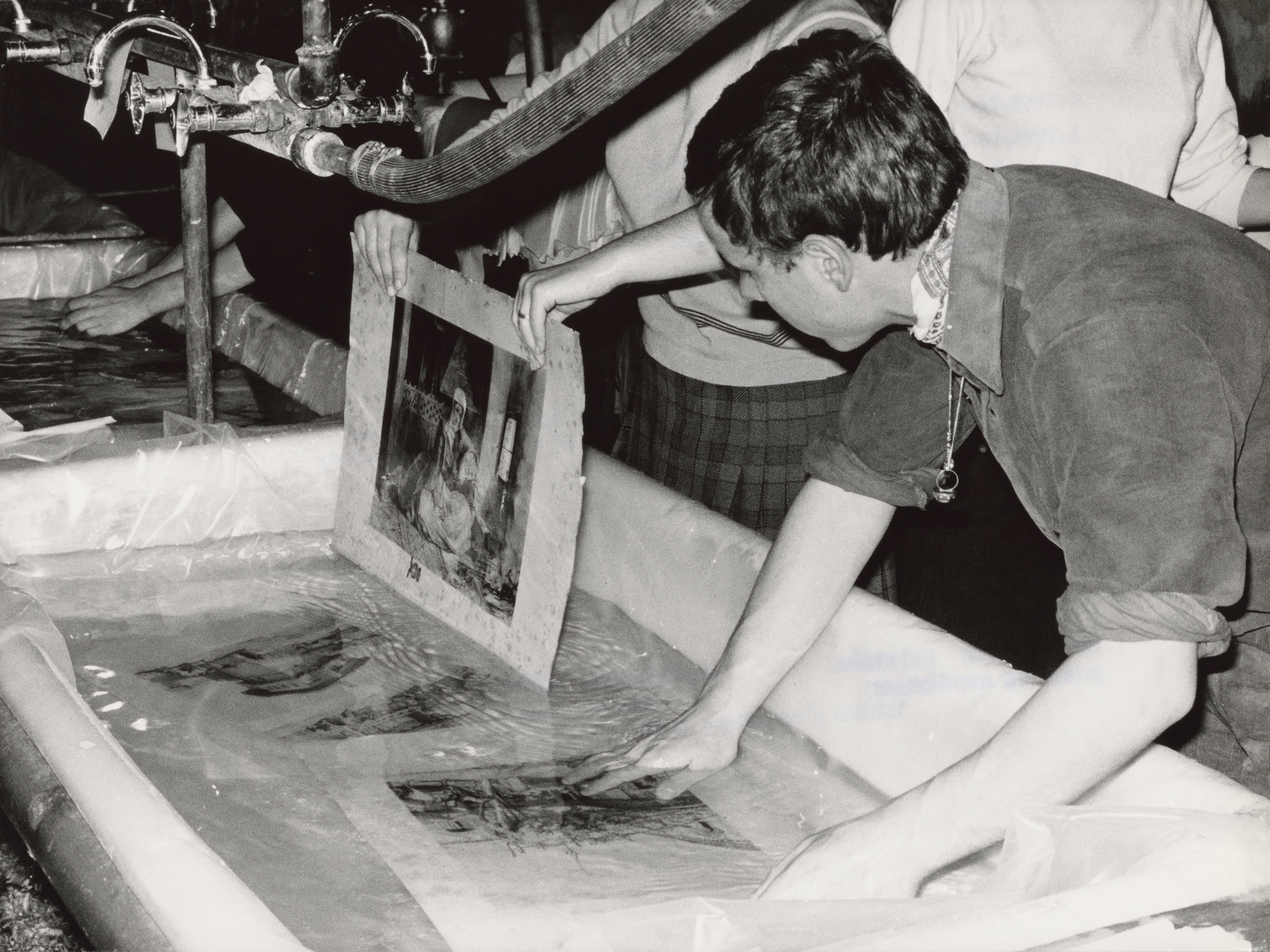
Реакція охорони природи на повінь у Арно у Флоренції у 1966 році стала ключовою подією у офіційному оформленні професії збереження книг і паперу.

Історія ранньої консервації ще не написана, і ранні консерватори записали мало своєї роботи. Отже, сучасні реставратори несуть відповідальність за запис попередніх консерваційних робіт, які вони знаходять під час оцінки об'єктів. Ще в 750 році до нашої ери старозавітні пророки Ісая та Єремія радили про важливість збереження документів для використання в майбутньому. У 1627 році Габріель Ноде опублікував Advis pour dresser une bibliothèqe, який містив розділ про збереження книг. Першою суттєвою працею на тему реставрації книг була книга Альфреда Боннардо Essai sur l'art de Restaurer les Estampes et les Livres, вперше опублікований у Парижі в 1846 р. До кінця ХІХ століття переважною практикою було відновлення об'єктів у новішому чи кращому стані, не звертаючи уваги на оригінальний стиль чи композицію. Однак сучасна консервація прагне якомога менше ставитися до книг і паперу.
Пітер Вотерс, якого вважають батьком сучасного книгозбереження, був координатором збереження в Національній центральній бібліотеці після повені Арно у Флоренції, Італія, у 1966 році, його супроводжували сотні консерваторів з усього світу. До потопу збереження бібліотек ще не було усталеною сферою. Вода вразила одну третину бібліотечних колекцій, включаючи періодичні видання, газети, дрібні друковані видання, карти, плакати, а також колекції рідкісних книг у Магліабечі та Палатіні. Повінь порушила традицію зберігати комерційну таємницю та методи консервації, оскільки лихо вимагало співпраці найдосвідченіших у світі реставраторів книг і паперу. Однією з технік збереження книг і паперу, яка стала результатом цієї співпраці, стала розробка лагодження паперу за допомогою «термічної серветки». Іншою подією, пов'язаною з повенями у Флоренції, було дослідження зв'язування м'якого пергаменту та його корисності для збереження через його стійкість до пошкодження водою. Маючи досвід великомасштабних архівних катастроф, Вотерс визначив сім основних вимог для успішного відновлення після повені. Перша публікація стандарту практики для консерваторів була опублікована в серпні 1964 року в Studies in Conservation Американської групи Міжнародного інституту охорони природи, нині Американського інституту охорони природи (AIC). Оновлена версія була випущена в 1994 році.

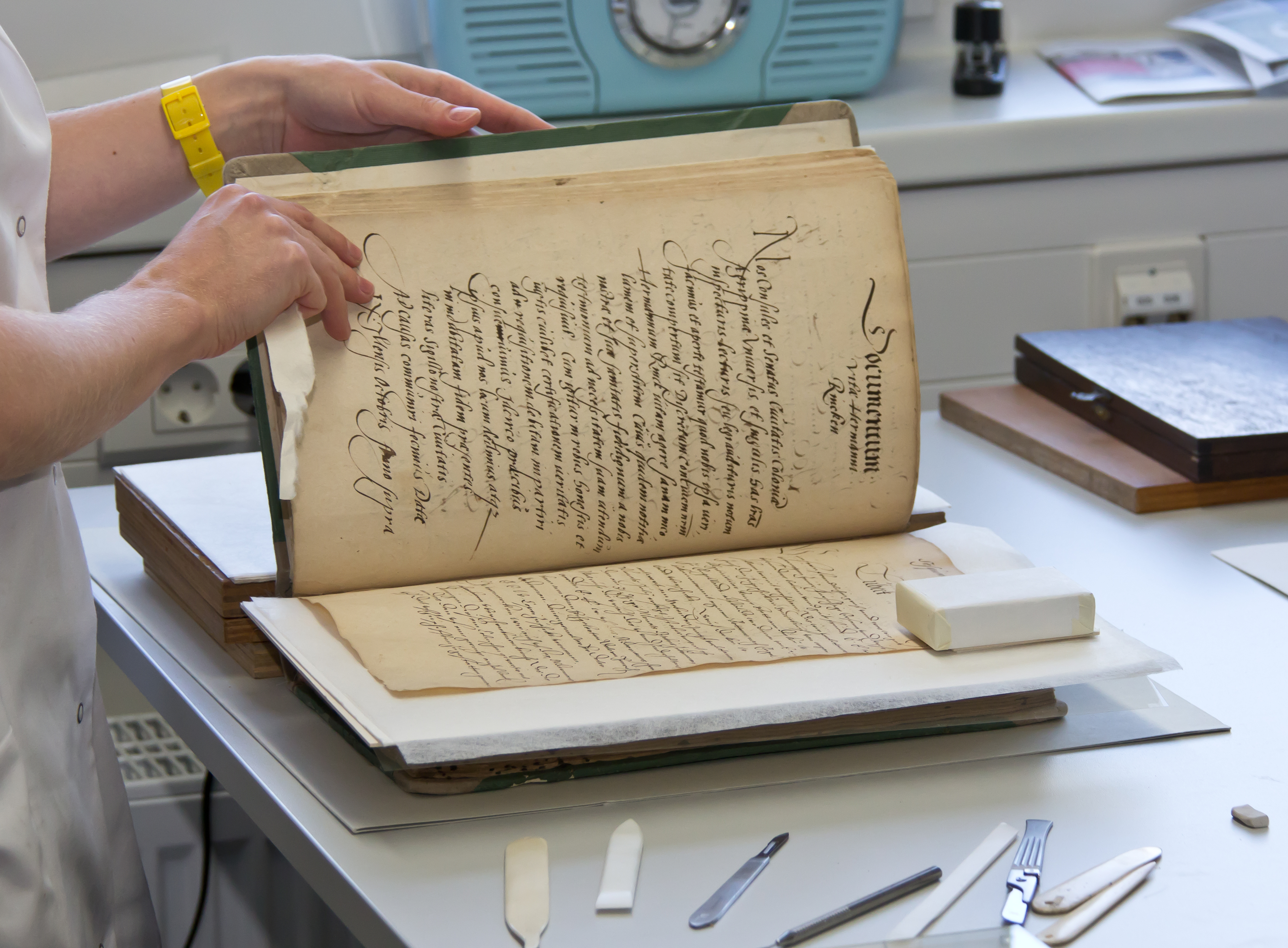
Консерватор паперу працює з книгою

Крістофер Кларксон спочатку ввів термін «консервація книг» у Флоренції в 1967 році, щоб відрізнити перші європейські методи консервації, які прагнули зберегти лише текст книги. Кларксон стверджував, що «чужорідні знаки» та «чужорідні речовини» важливі для розуміння фізичної історії книги та соціальної історії, в якій книга була, і що ці докази використання повинні бути збережені. У 1968 році Міжнародний центр вивчення питань збереження та реставрації культурних цінностей організував у Римі міжнародний семінар на тему збереження бібліотечних матеріалів. У 1969 році в Чиказькому університеті відбулася перша конференція зі збереження на університетському рівні, де вони опублікували «Погіршення стану та збереження бібліотечних матеріалів».
У Сполучених Штатах філія палітурної справи Бібліотеки Конгресу була створена в 1900 році для Урядової друкарні під керівництвом головного клерка Артура Кімбола. Це дозволило здійснити перші заходи зі збереження на LoC.
Book and Paper Group (BGP) є найбільшою спеціалізованою групою в AIC. За допомогою зустрічей і публікацій BPG обмінюється інформацією про збереження книг і паперу. BPG випускає журнал The Book and Paper Group Annual, присвячений темі збереження книг і паперу.
Були використані унікальні підходи, щоб досягти успіху у фінансуванні збереження книг. Для Університету Дьюка члени громадськості можуть «усиновити» книгу, яка потребує консерваційного ремонту, через їхню програму Adopt-A-Book і допомагає нинішнім і майбутнім дослідникам отримати доступ до цих матеріалів.

## Збудники псування
Реставратори повинні мати знання про агенти, які викликають гниття, щоб зберегти предмети. Причинами псування можуть бути неправильне поводження, світло, коливання вологості, пил і забруднення, вогонь, вода, газ і тепло, недбалість, шкідники та інші паразити. Внутрішня вада — це «якість матеріалу або об'єкта самознищуватися або надзвичайно важко підтримувати». Папір, книги, рукописи та ефемери є яскравими прикладами матеріалів, схильних до властивих пороків. Ранній папір виготовлявся вручну з рослинних волокон, таких як льон, коноплі та бавовна, які є міцними та можуть служити століттями. У середині ХІХ століття з'явився машинний папір, і деревна маса стала найпоширенішим і найменш дорогим інгредієнтом для паперу, особливо для газет. Наявність лігніну в папері з деревної целюлози спричиняє розкладання кислотою целюлози, що призводить до того, що папір з часом стає крихким і знебарвлюється. Крім того, папір має природну здатність поглинати й утримувати вологу з атмосфери, що робить його схильним до розвитку плісняви, грибків і бактерій. Крім того, деякі фарби, які використовуються в старих книгах і рукописах, шкідливі для паперу. Чорнило із залізною жовчю, яке найчастіше використовувалося з VIII століття до кінця ХІХ століття, містить кислоту та може роз'їдати папір у вологих умовах.

### Неправильне поводження
Погане поводження є основною причиною псування книг, рукописів і ефемерних речей; однак погане довкілля також може бути причиною погіршення якості книг і паперу.

### Шкідники та інші паразити
Папір природно приваблює комах і шкідників, оскільки папір складається з целюлози, крохмалю та білка, матеріалів, які є джерелами живлення. Найпоширенішими шкідниками є плотва, товстолобик, різні види жуків. Книжкова воша харчується спорами цвілі, які знаходяться на папері та картоні, і хоча вони не завдають видимої шкоди, їх розкладання та виділення можуть пофарбувати папір, а також можуть живити інших шкідників, продовжуючи цикл пошкоджень. Заморожування колекційних предметів може зменшити кількість шкідників. Однак деякі матеріали не можна заморожувати, наприклад, книги зі шкіри, оскільки низькі температури можуть призвести до того, що жир підніметься на поверхню шкіри, в результаті чого з'явиться біла або жовта ділянка, яка називається «наліт». Використання інсектицидів безпосередньо на колекційних матеріалах зазвичай не рекомендується. Однак, якщо зараження серйозне, і фумігація є найкращим варіантом, уражені предмети слід відокремити від решти колекції для обробки.

### Коливання вологості
Екстремальні температури або відносна вологість шкідливі з будь-якого кінця спектру (низького чи високого). Висока температура та низька відносна вологість можуть спричинити крихкість паперу та тріщини шкіряних палітурок. Високі температури та висока відносна вологість прискорюють ріст плісняви, утворення плям, розпускання, руйнування та «червону гниль» у шкіряних палітурках. Коливання температури та вологості також можуть спричинити зморшки: зморшки або зморшки, які перешкоджають ляганню поверхні. Необхідно також враховувати якість повітря.

### Пил і забруднення
Пил має тенденцію поглинати вологу, створюючи відповідне середовище для залучення цвілі та комах. Пил також може стати кислим у поєднанні з жиром шкіри та поверхнею паперу.

### Світло
Будь-яке світло (сонячне світло, штучне світло, прожектори) може бути шкідливим. Світло може призвести до вицвітання, затемнення, відбілювання та руйнування целюлози. Деякі чорнила та інші пігменти тьмяніють під дією світла, особливо ультрафіолетового світла, яке присутнє при звичайному денному світлі та від люмінесцентних ламп. Будь-який вплив світла може завдати шкоди, оскільки наслідки є накопичувальними і не можуть бути скасовані.

### Вогонь
Пожежа трапляється рідше, ніж більшість інших причин псування, але якщо до неї не підготуватися, вона може бути набагато смертельнішою для цих типів об'єктів. Щоб захистити вашу бібліотеку чи архів, предмети можна зберігати у вогнетривких контейнерах. Для багатьох установ, де зберігаються колекції, це може бути непрактично, тому ще один чудовий варіант — зберігати їх у легкому захисному пластику. Цей пластик вимагає набагато вищих температур для горіння, що зменшить пошкодження. Полум'я — не єдине, що може завдати шкоди. Дим від пожежі залишає після себе липкий слід, який призводить до деформації сторінок. Книги та документи також можуть зазнати пошкоджень, пов'язаних з вогнем, під впливом сажі, яка виділяється з джерела тепла, наприклад, печі. Правильне зберігання книг на стелажах мінімізує пошкодження від диму. Також важкі архівні мішки допоможуть запобігти пошкодженню димом.

### Вода
Деякі з найпоширеніших форм пошкодження колекцій водою включають протікання труб або даху, затоплення підвалів і відкриті вікна. Це вважаються невеликими надзвичайними ситуаціями, пов'язаними з водою, і їх можна легко локалізувати. До більших аварійних ситуацій, пов'язаних з водою, відносяться стихійні лиха, такі як урагани, повені внаслідок сильних дощів, викиди води під високим тиском з пожежних шлангів, несправності спринклерних систем і великі будівельні аварії. Ключем до успішного відновлення колекцій після пошкодження водою є планування на випадок стихійних лих. Планування на випадок стихійних лих охоплює оцінку та зменшення ризиків, написання плану, початкове реагування та зусилля з відновлення.

## Профілактичне зберігання та консервація

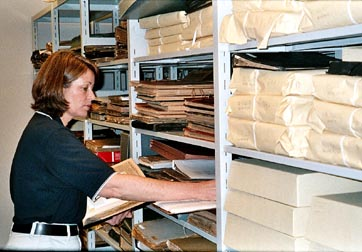
Ресерваторка паперу оглядає колекцію матеріалів у сховищі

Зберігання в прохолодному, сухому, чистому та стабільному місці може продовжити термін служби предмета. Рукописи та паперові документи часто зберігаються в захисних архівних скниньках і папках, виготовлених з безкислотних і безлігнінових матеріалів. Інтенсивно використовувані документи можна зберігати або запакувати в прозорий поліестеровий (майларовий) чохол або папку. Як додатковий захист від утворення кислоти паперові матеріали для зберігання можуть мати буфер, наприклад карбонат кальцію, який може нейтралізувати кислоти, які утворюються в матеріалах для зберігання. Скриньки не мають бути переповнені. Предмети можна прошивати папером, що не містить кислоти/лігніну. Якщо ящики заповнені лише частково, можна використовувати розпірки або ящик можна зберігати горизонтально. Матеріал великого формату краще зберігати в плановій шафі з неглибокими висувними ящиками. По можливості слід уникати перекочування великих предметів (наприклад, карт); але якщо немає іншого варіанту, предмет слід обмотати навколо трубки архівної якості великого діаметру.
Книги середнього розміру слід розташовувати вертикально, поруч, щоб вони могли підтримувати одна одну. Стелажі не повинні бути переповнені та стояти подалі від зовнішніх стін. Великі або тендітні книги можна зберігати горизонтально та абсолютно рівно, але слід звести до мінімуму їх укладання. Книги можна поміщати в опорні та захисні ящики, щоб запобігти забрудненню та стиранню, а також забезпечити структурну підтримку. Книжкові коробки можуть варіюватися від простих корпусів із чотирма стулками, зроблених із безпечного паперу чи картону для архівів, до нестандартних коробок у формі розкладачки або коробок із ковзанням, покритих книжковою тканиною.
Донедавна найкращим варіантом для зберігання книжок вважалися стелажі з емальованої сталі, однак, якщо емальоване покриття не пропечене належним чином, воно може виділяти формальдегід та інші леткі сполуки, які можуть завдати шкоди колекціям. Якщо емальовані полиці не пропечені належним чином, вони більше не є рекомендованим варіантом для зберігання книг. Професійне тестування може підтвердити, що полиці пропечені належним чином. Сталеві полиці з порошковим покриттям запобігають проблемам з виділенням газів, пов'язаним з обпаленою емаллю. Хромовані сталеві стелажі та анодовані алюмінієві стелажі вважаються іншими варіантами металевих стелажів, алюмінієві стелажі вважаються оптимальним вибором, особливо для високочутливих артефактів; однак вони також є найдорожчими. Дерев'яні стелажі є більш економічним варіантом, але деревина повинна бути герметичною, щоб запобігти виділенню кислот і летючих речовин. Найбільш рекомендованим покриттям є вологостійкий поліуретан. Також можна використовувати двокомпонентні епоксидні, латексні та акрилові фарби, але вони відрізняються за своєю ефективністю та простотою використання.

## Методи активної консервації та ремонту

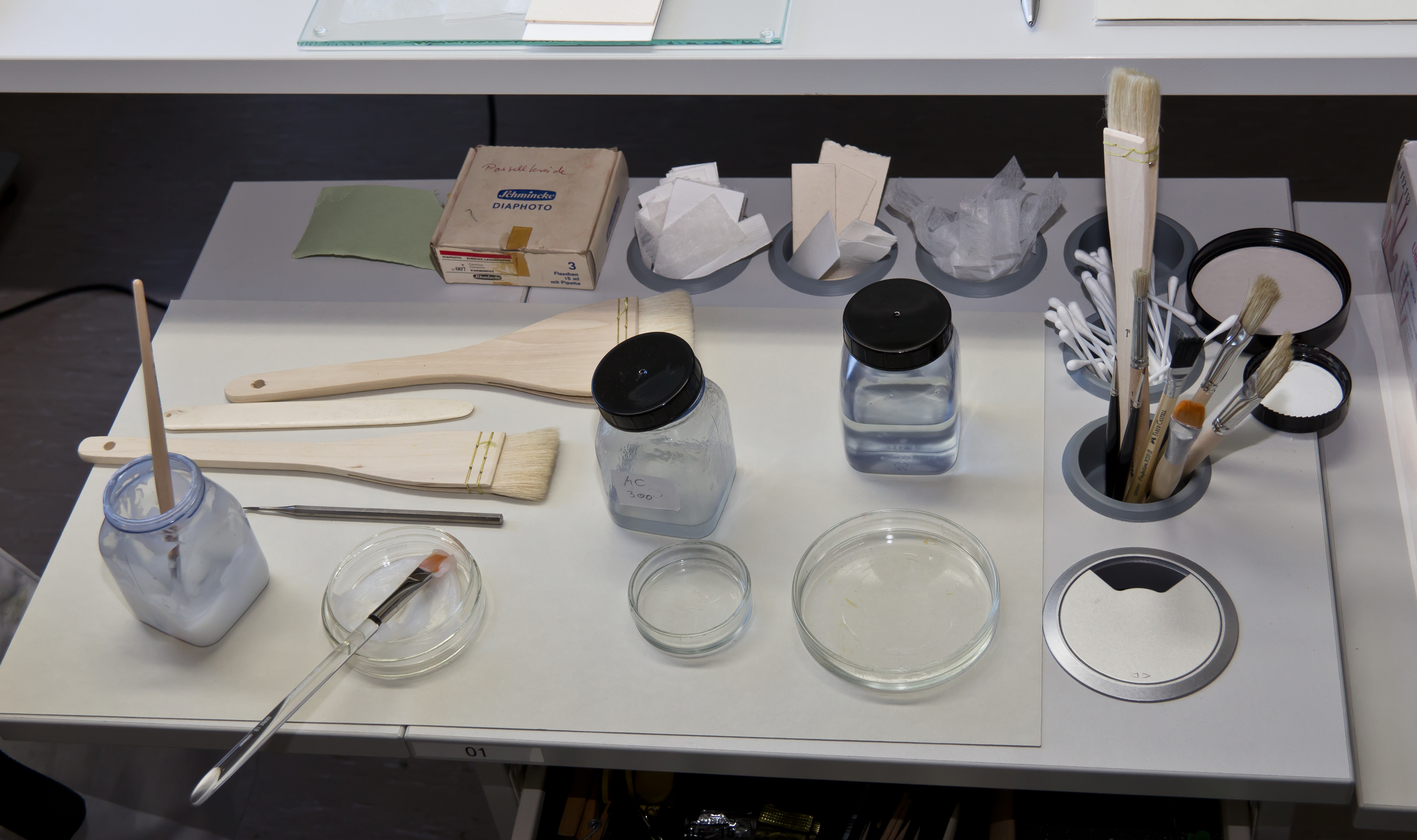
Інструменти та хімікати для збереження книг

Чотири етапи консервації включають стабілізацію, очищення, ремонт і реставрацію.
Стабілізація — це мінімальний рівень лікування, необхідний для уповільнення погіршення. Це може включати обгортання або зберігання об'єкта в архівній коробці або виготовлення індивідуальної коробки, а також деякі основні структурні ремонти. Оскільки книги виготовляються з різноманітних матеріалів, реставраторам також може знадобитися використовувати методи та досвід, пов'язані зі збереженням шкіри, пергаменту, папірусу чи тканини.
Основна мета очищення — досягти чіткості деталей поверхні. Книги та документи можуть піддаватися різним видам очищення. Консерватори можуть очищати пил з паперу та шкіри за допомогою м'якої щітки або ганчірок, спеціального пилососа, нехімічних вулканізованих гумових губок або неабразивних стираючих матеріалів, таких як вінілові гумки. Для видалення цвілі та комах консерватори використовують скальпелі, аспіратори або спеціалізовані пилососи. Для знищення комах використовується глибоке заморожування.

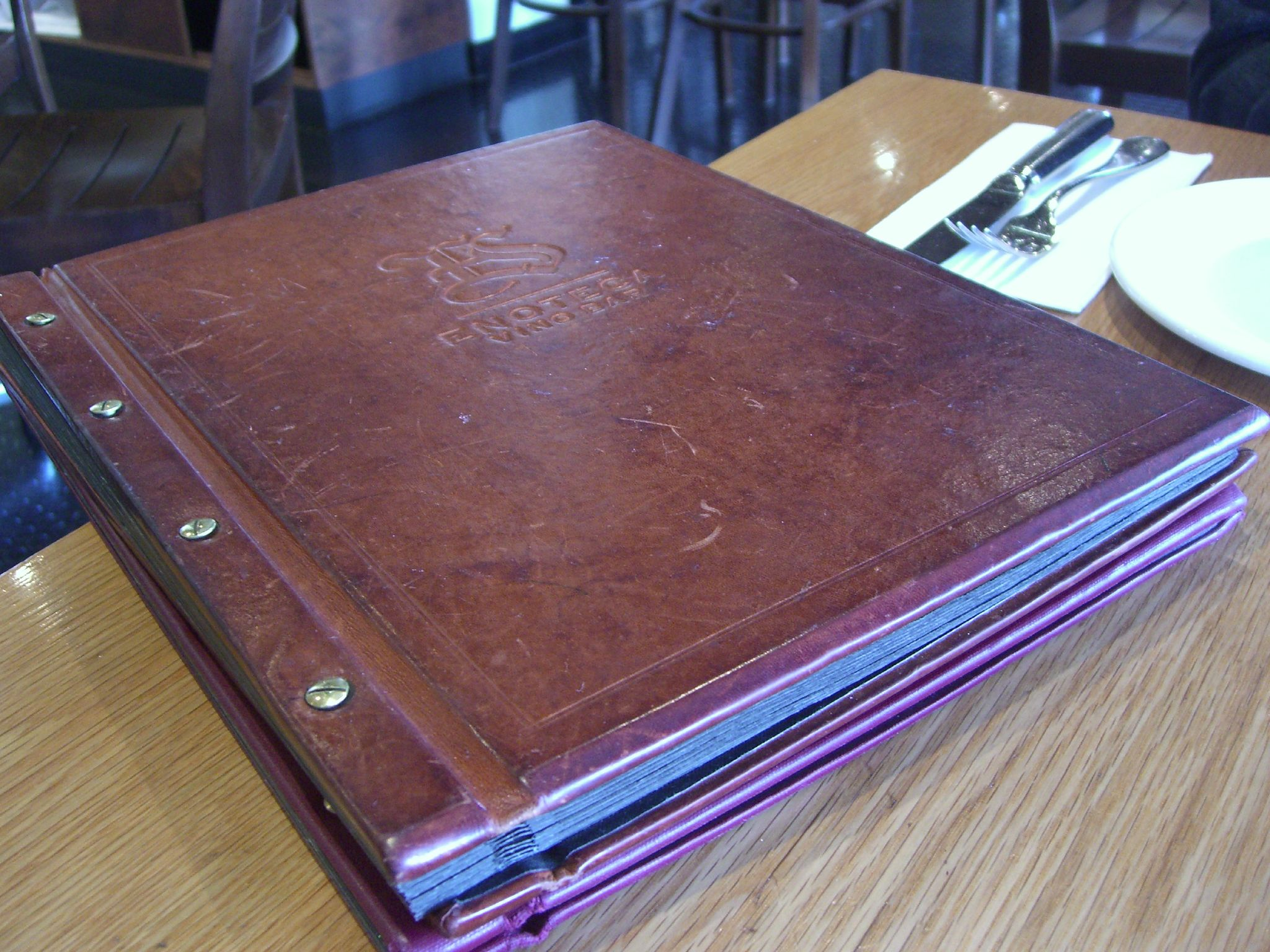
Карта вин у шкіряній палітурці

Оскільки деякі клейкі матеріали є кислотними і забруднюють папір, реставратори розробили методи видалення клею. Попередні ремонти, виконані за допомогою клеїв на водній основі, таких як клей для тварин, видаляють на водяній бані, локальним зволоженням, припарками або парою. Синтетичні клеї та чутливі до тиску (самоклеючі) стрічки перед видаленням зазвичай розчиняють або розм'якшують органічним розчинником. Прання не лише видаляє забруднення та сприяє зменшенню плям; він також вимиває кислотні сполуки та інші продукти розпаду, які накопичилися в папері. Прання також розслабляє крихкий або деформований папір і сприяє розгладженню. Якщо лише миття не бореться з кислотністю, консерватори використовують лужний буфер, який наносять зануренням або розпиленням. Розрівнювання слідує за обробкою водою; папір поміщають між промокашками або повстю під помірним тиском.

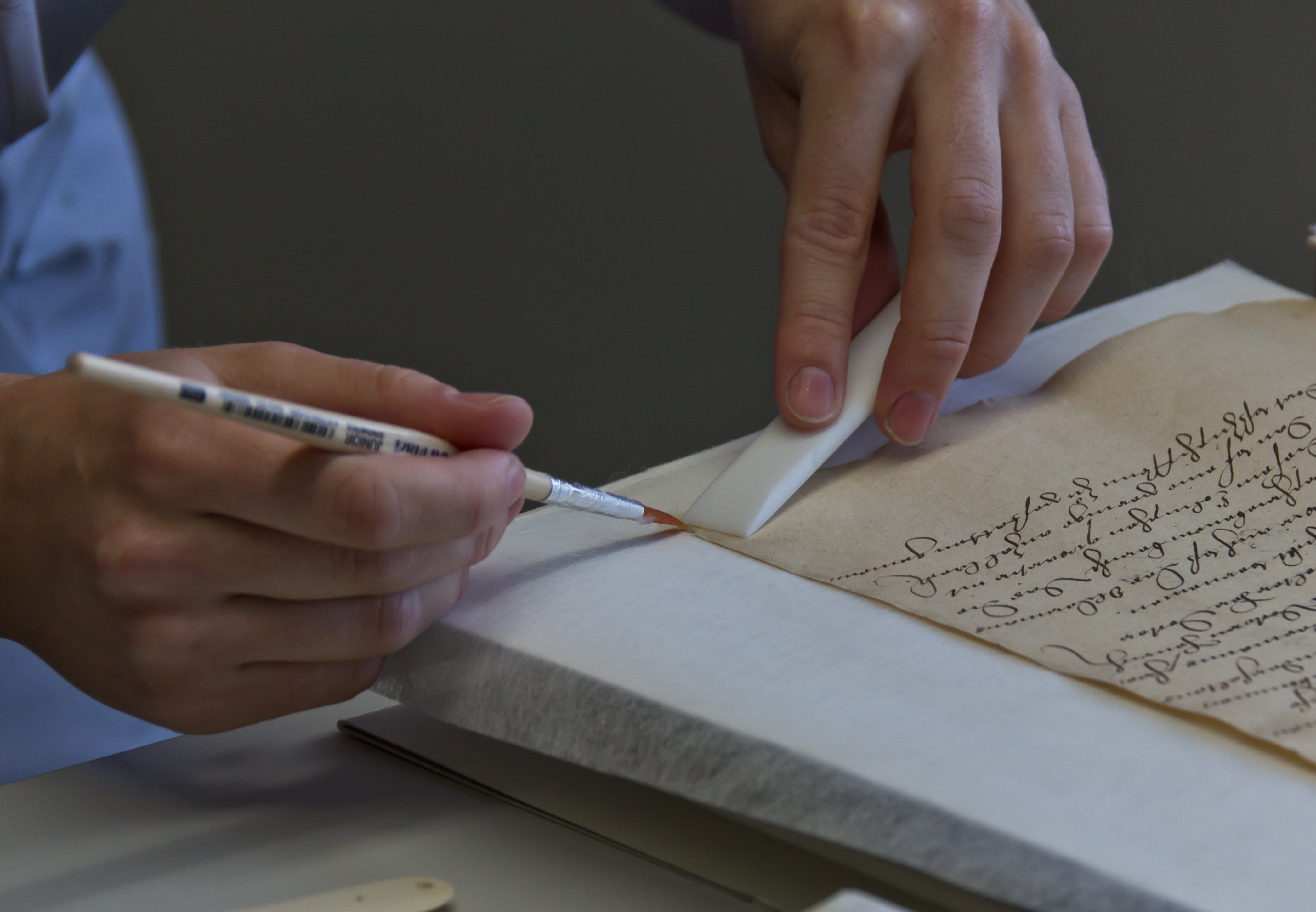
Техніка збереження книг

Якщо лише очищення та підлужнення недостатньо для стабілізації артефакту, реставратори можуть вирішити відремонтувати та відновити матеріали. Техніки ремонту та заповнення паперу включають вузькі смужки розірваної японської серветки, приклеєні оборотним клеєм, який не залишає плям, наприклад крохмальним клейстером або метилцелюлозою. Папір також можна полагодити за допомогою термофіксованої серветки. Отвори або втрати паперу заповнюються окремо японським папером, паперовою масою або папером, ретельно підібраним відповідно до оригіналу за вагою, текстурою та кольором. Особливого догляду вимагають книжки зі зламаним швом, ослабленими або відірваними дошками чи листками. У консерваційній палітурці використовується кілька технік. Оригінальне шиття в об'ємі зберігається, якщо це можливо, але іноді посилюється за допомогою нових лляних ниток і швейних опор. Якщо оригінальна палітурка занадто зіпсована, книга може бути перешита з новими архівними безпечними матеріалами. Цілі аркуші або аркуші слабкого або крихкого паперу зміцнюються шляхом підкладки кожного аркуша іншим аркушем паперу. Японський папір іноді використовується як підкладка, приклеєна крохмальним клейстером.

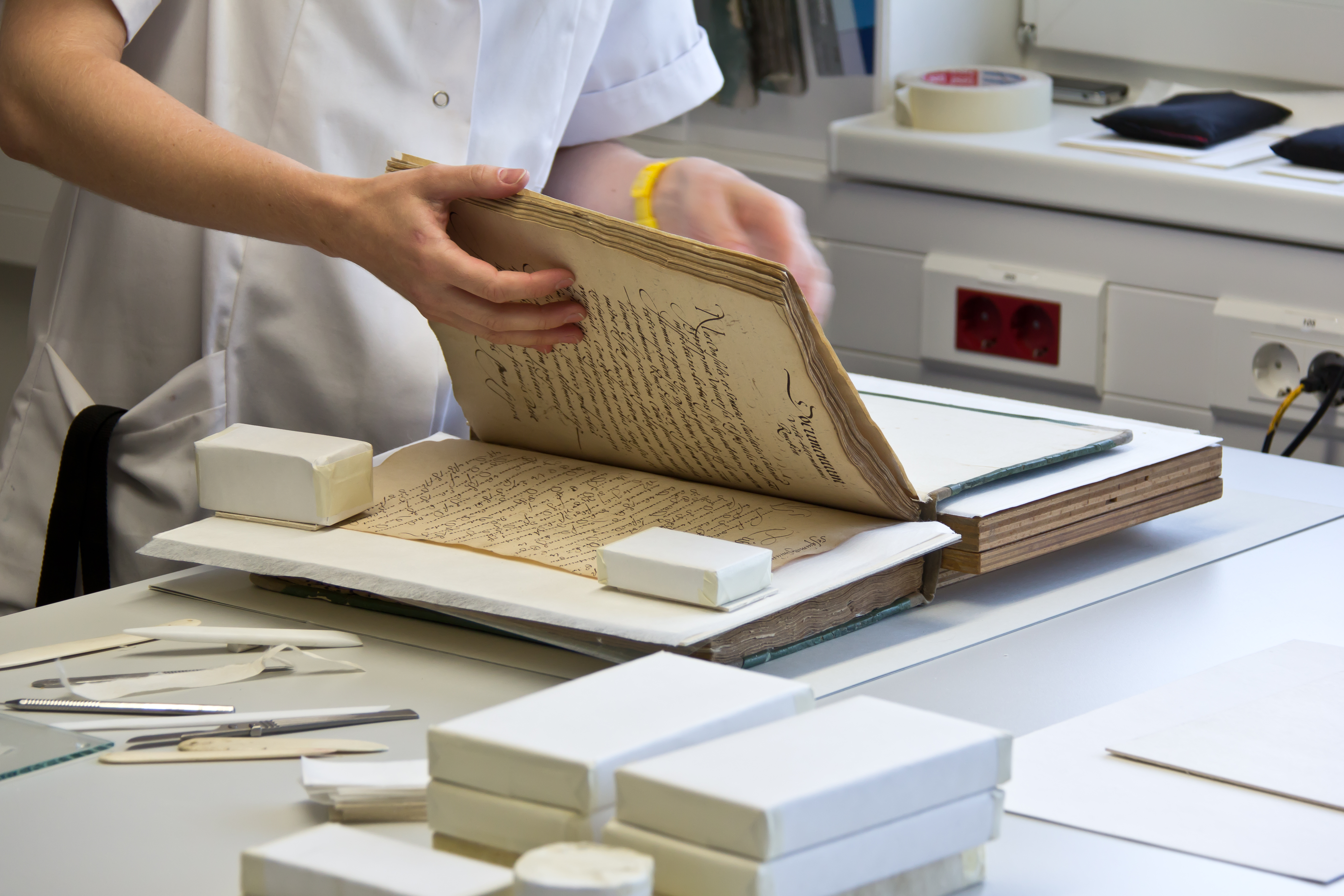
Книжковий консерватор оглядає сторінки переплетеного тому

Коли повна консервація об'єкта неможлива або економічно неефективна, застосовують методи переформатування, щоб звести до мінімуму обробку та надмірне поводження з об'єктом. Варіанти переформатування включають фотокопіювання, оцифрування та мікрофільмування. У багатьох бібліотеках і університетах є копіювальні апарати, де книгу можна підтримувати під кутом, щоб уникнути пошкодження її структури, яке може бути спричинене силою розміщення її в пласкому стані. Незважаючи на цифрову революцію, збереження мікрофільмування все ще використовується. Очікувана тривалість життя мікрофільму може становити 500 і більше років, і для його читання потрібне лише світло та збільшення. Ці методи переформатування самі по собі не є рішенням і зазвичай використовуються разом із запобіжними заходами збереження для збереження оригіналу.

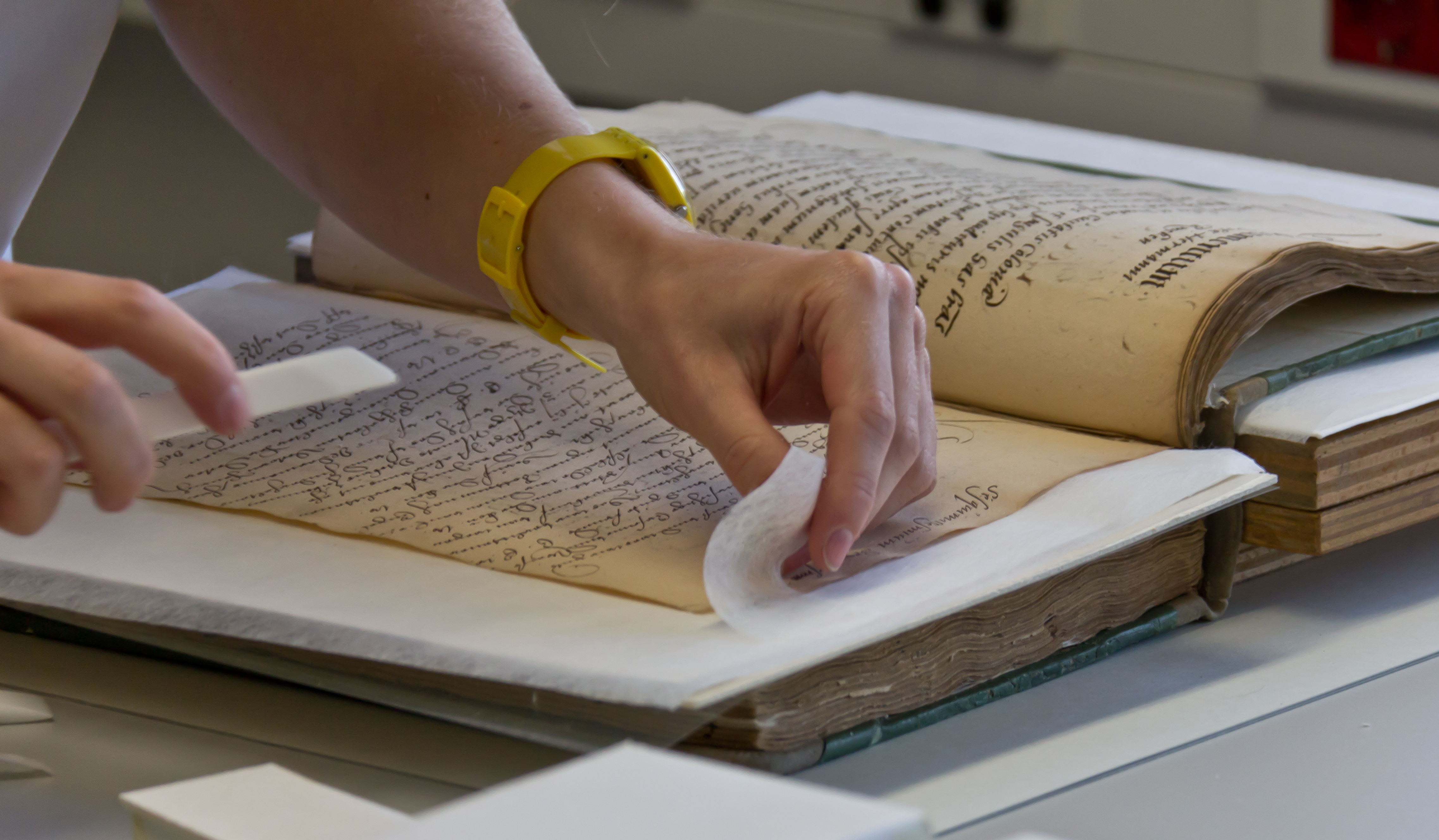
Техніка збереження книг

Масова консервація зберігає багато книг і документів з однаковими проблемами, що зменшує витрати на лікування та індивідуальне поводження. Враховуючи велику різноманітність матеріалів, знайдених в архівних матеріалах, які потребуватимуть сортування та окремої обробки, масове збереження частіше застосовується до бібліотечних матеріалів, ніж до архівних матеріалів. Єдиний метод масової консервації, який реально можна застосувати до архівних матеріалів, — це превентивна консервація за допомогою середовища з контрольованою температурою та вологістю. Однак, якщо архівний матеріал сортується за типом матеріалу, групову обробку можна застосувати до елементів від низької до середньої цінності. Пакетна обробка може включати зволоження, знекислення або ремонт. Обробка окремого елемента необхідна для цінних або складних книг або документів, які потребують детальної індивідуальної документації.

## Етика
Багато реставраторів-реставраторів дотримуються етичного кодексу, визначеного регіональною професійною організацією, наприклад Американським інститутом збереження (AIC), для професіоналів-реставраторів, які займаються доглядом за культурними артефактами. Консерватори книг і паперу прагнуть забезпечити цілісність артефактів, з якими вони працюють, охоплюючи фізичну, естетичну, історичну та текстову інформацію. Одним із методів досягнення цієї мети є оборотна обробка та зміни, щоб у майбутньому, з розвитком і вдосконаленням технологій, можна було відмінити ремонтні роботи. Отже, консерватори книг проходять навчання з фізико-хімічних властивостей матеріалів, з якими вони працюють. Однак повна оборотність часто неможлива, тому консерватори повинні бути свідомими довгострокових наслідків хімічних і фізичних обробок.
Крім того, реставратори повинні приймати рішення про те, яка обробка найкраще відповідає міцності та матеріалу об'єкта. У деяких випадках реставратори можуть вирішити, що краще зберігати об'єкт і зробити його репродукцію для використання, а не лікувати його, якщо через фінансові чи технологічні обмеження немає жодних варіантів обробки. Крім того, якщо використовується обробка, вона повинна використовуватися якомога економніше, щоб зберегти естетичну та історичну цілісність артефакту. Як правило, методи консервації спрямовані на відновлення та стабілізацію предмета, щоб його можна було зберігати та використовувати протягом тривалого часу. Реставратори повинні враховувати етику того, як книгу чи документ слід реставрувати чи тиражувати без втрати естетичної та історичної цілісності. Іншим етичним аспектом збереження книг є детальне документування обробки та змін, включаючи процедури та використані матеріали. Фотографічна документація, як правило, більш детальна для обробки окремого елемента, ніж для групової обробки. Навчений консерватор може спостерігати за попередніми обробками книги чи документа, але хороша документація визначає точні методи та матеріали, які використовувалися.
Історично не було кодифікованого набору правил збереження книг і паперу. За словами Ендрю Одді в 1992 році, «сучасне наукове збереження регулюється неписаним набором правил або етики». Було багато невдалих спроб кодифікувати ці «правила», оскільки збереження вимагає індивідуального застосування та залежить від цілей музею та куратора; отже, ці підходи не можна узагальнити. Пол Н. Бенкс написав «Закони збереження», також відомі як «Десять законів збереження»; хоча вони ніколи не були офіційно опубліковані, вони широко поширювалися його учнями.

## Стійкість
У рамках заходів щодо пом'якшення кліматичних змін консерватори книг і паперу все частіше впроваджують у свою практику зміни, орієнтовані на сталість, на особистому чи організаційному рівні. Методи підвищення стійкості роботи зі збереження книг і паперу включають відповідальний пошук інструментів і ремонтних матеріалів (наприклад, бамбукових шпателів), використання менш промислових хімічних розчинників і безпечніших хімічних альтернатив, використання меншої кількості продуктів тваринного походження (наприклад, заміна желатинових клеїв синтетичними етилен-вінілацетатними емульсіями) та зменшення кількості робочої сили та енергії, необхідних для заходів із збереження (наприклад, заходи профілактичного лікування, економне використання матеріалів).
На початку 2000-х консерватори вирішили, що збереження матеріалів більше не повинно регулюватися універсальним стандартом, а скоріше покладатися на локальний підхід. Це дозволяє використовувати більш цілісні методи, що визначаються регіональним кліматом, ресурсами, практикою догляду за історичними пам'ятками та типами колекцій.

## Подальше читання
- Ashley-Smith, Jonathan (2018). The ethics of doing nothing. Journal of the Institute of Conservation. 41 (1): 6—15. doi:10.1080/19455224.2017.1416650.
- Clarkson, Christopher (2015). Mininum intervention in treatment of books. У Cloonan, Michele Valerie (ред.). Preserving our Heritage. Chicago: American Library Association. ISBN 9781555709372.
- Cloonan, Michele Valerie, ред. (2015). Preserving our Heritage. Chicago: American Library Association. ISBN 9781555709372.
- Cunha, George Martin; Cunha, Dorothy Grant (1983). Library and Archives Conservation: 1980s and beyond. Metuchen, NJ: The Scarecrow Press. ISBN 0810815877.
- Etherington, Don (2007). Historical Background of Book Conservation. Collection Management Volume 31:1-2.
- Landrey, George J. (2000). The Winterthur Guide to Caring for Your Collection. Hanover and London: University Press of New England. ISBN 9780912724522.
- Oddy, Andrew, ред. (1992). The Art of the Conservator. Washington, D.C.: Smithsonian Institution Press. ISBN 1560982292.
- Oddy, Andrew (2015). Does Reversibility Exist in Conservation?. У Cloonan, Michele Valerie (ред.). Preserving our Heritage. Chicago: American Library Association. ISBN 9781555709372.
- Pickwoad, Nicholas (2015). Distinguishing between the good and bad repair of books. У Cloonan, Michele Valerie (ред.). Preserving our Heritage. Chicago: American Library Association. ISBN 9781555709372.
- Ritzenthaler, Mary Lynn (2015). Excerpts from "Conservation Treatment". У Cloonan, Michele Valerie (ред.). Preserving our Heritage. Chicago: American Library Association. ISBN 9781555709372.
- Schechter, Abraham A. (1999). Basic Book Repair Methods. Westport, CT: Libraries Unlimited. ISBN 1563087006. Процитовано 9 березня 2020.
- Shelley, Marjorie (1992). Bachmann, Konstanze (ред.). Conservation Concerns: A Guide for Collectors and Curators. Washington D.C.: Smithsonian Books. ISBN 9781560981749.
- Waters, Shelia (2016). Waters Rising: Letters from Florence. Ann Arbor, Michigan: The Legacy Press. ISBN 9781940965000.
- Ward, Phillip R. (1986). Nature of Conservation, A Race Against Time. Santa Monica, CA: The J. Paul Getty Institute.